# جورجس برگر
جورجس برگر (به انگلیسی: Georges Berger) (زادهٔ ۱۴ سپتامبر ۱۹۱۸ در سن-ژان-مولنبیک، نزدیک به بروکسل، درگذشتهٔ ۲۳ اوت ۱۹۶۷ نوربورگ‌رینگ) رانندهٔ مسابقات اتومبیل‌رانی بود که با یک خودروی گوردینی دو گراند پری از مسابقات قهرمانی جهان فرمول یک شرکت کرد.
او در ابتدا و در دههٔ ۱۹۵۰، با یک خودروی فرمول دوی جایسی مجهز به موتور ب‌ام‌و در این مسابقات شرکت کرد و با همین خودرو در مسابقهٔ گراند پری دس فرانتیرس در پیست چیمی به مقام سوم دست یافت. او در سال ۱۹۵۳ با تیم سیمکا-گوردینی در مسابقات شرکت کرد و در همان پیست به مقام پنجم رسید. برگر با همان خودروی گوردینی تیپ ۱۵ و با موتور ۱٫۵ لیتری ۴ سیلندر وارد گراند پری بلژیک شد، اما پس از طی تنها سه دور مسابقه، به‌دلیل نقص فنی در موتور خودرو، از مسابقه بازنشست شد. سال بعد برگر با یک خودروی گوردینی به مسابقه دادن پرداخت؛ اما موفق به کسب نتیجه‌ای بهتر از جایگاه چهارم در پیست روئن نشد. پس از این، او دیگر در مسابقات اتومبیل‌رانی تک‌نفره دیده نشد. پس از آن و در سال ۱۹۶۰، او با یک خودروی فراری قهرمان مسابقهٔ تور دو فرانس اتومبیل شد.
برگر در سال ۱۹۶۷ و در حال رقابت در مسابقهٔ ماراتن دو لا روت با خودروی پورشه ۹۱۱ در پیست نوربورگ‌رینگ کشته شد.

## نتایج کامل در فرمول یک
(کلید)
| سال  | تیم        | شاسی           | موتور         | ۱        | ۲   | ۳     | ۴         | ۵        | ۶        | ۷     | ۸       | ۹       | قهرمانی رانندگان | امتیاز |
| ---- | ---------- | -------------- | ------------- | -------- | --- | ----- | --------- | -------- | -------- | ----- | ------- | ------- | ---------------- | ------ |
| ۱۹۵۳ | جورجس برگر | گوردینی تیپ ۱۵ | گوردینی ۴-خطی | آرژانتین | ۵۰۰ | هلند  | بلژیک ب.  | فرانسه   | بریتانیا | آلمان | سوئیس   | ایتالیا | ر.ن.             | ۰      |
| ۱۹۵۴ | جورجس برگر | گوردینی تیپ ۱۵ | گوردینی ۶-خطی | آرژانتین | ۵۰۰ | بلژیک | فرانسه ب. | بریتانیا | آلمان    | سوئیس | ایتالیا | اسپانیا | ر.ن.             | ۰      |